# 二式水上偵察機
二式水上偵察機 (HD-25)
- 用途：偵察機
- 分類：水上機
- 設計者：ハインケル
- 製造者：愛知航空機
- 運用者：大日本帝国海軍
- 初飛行：1928年
- 生産数：16機
- 運用状況：退役

二式水上偵察機（にしきすいじょうていさつき）は大日本帝国海軍が制式採用した単発、複葉、複座、双浮舟の水上偵察機。二式単座水上偵察機との区別のために二式複座水上偵察機とも呼ばれる。設計はドイツのハインケル、生産は愛知航空機。ハインケル社での社内呼称はHD-25である。

## 概要
本機は艦載水偵として艦上に設置した滑走台より発進するのが大きな特徴となっている。設計はいたって常識的でスタガット式の複葉（上翼が下翼よりやや前方にある）、双浮舟式、開放式縦列複座であった。1926年（大正15年）に試作機がドイツのヴァルネミュンデで初飛行し、日本に輸入し行われた試験の結果、1928年（昭和3年）3月に制式採用され、二式水上偵察機と命名された。愛知航空機で16機が生産され、巡洋艦搭載水偵として使用された。なお、輸入当初のHD-25のことを海軍はハインケル式軍艦用水上機と呼称していた。
また、同じ1928年には逓信省航空局の民間旅客機試作要求にあわせて、非武装型の水上旅客機AB-1（乗員：2名、旅客：4名）が1機生産された。三菱のMC-1や中島のND-25と比較試験が行なわれたが、複列操縦席が主翼の後ろにあって視界が悪い上、開放式の操縦席、複葉羽布張りという旧式な構造が問題視され、日本航空輸送で訓練や社員の輸送に用いられただけであった。

## 性能諸元
二式水上偵察機
- 全長：9.70m
- 全幅：14.88m
- 全高：4.27m
- 自重：1,700kg
- 全備重量：2,570kg
- 最高速度：203km/h
- 乗員：2名
- 発動機：ネピア ライオン 水冷W型12気筒 450hp×1
- 航続距離：910km
- 武装：
  - 7.7mm機銃×1（後方旋回）
  - 爆弾類300kgまで